# Alchemilla condensa
Alchemilla condensa är en rosväxtart som beskrevs av Fröhner. Alchemilla condensa ingår i släktet daggkåpor, och familjen rosväxter. Inga underarter finns listade i Catalogue of Life.